# Honda VT 500 C Shadow
Honda VT 500 C Shadow je motocykl kategorie chopper, vyvinutý firmou Honda, vyráběný v letech 1983–1989.
Vidlicový motor má úhel válců 52°, takže je motor lehký a kompaktní. Stejný motor používal i naked-bike Honda VT 500 E a pro severoamerický trh vyráběný VT 500 FT Ascot.

## Technické parametry
- Rám: dvojitý kolébkový ocelový
- Pohotovostní hmotnost: 201 kg
- Maximální rychlost: 160 km/h